# مركز كنانة
مركز كنانة في حلي هو مركز تابع لمحافظة القنفذة التابعة لمنطقة مكة المكرمة ، تقع على وادي حلي وعلى ساحل البحر الأحمر وتجاور منطقة عسير حيث أنها البوابة الجنوبية لمنطقة مكة المكرمة و مركز كنانة يقع مباشرة بجوار حلي.

## الاختلاف بين مركزي كنانة و حلي
مركز كنانة يختلف عن مركز حلي رغم أن المركزان كلاهما يقعان في مدينة حلي.

## الموقع
يقع مركز كنانة 65 كم جنوب محافظة القنفذة و 400 كم جنوب مدينة مكة المكرمة و تبلغ مساحة المركز حوالي 6000 كم2 و رئيس المركز هو الأستاذ حمدان العمري و تتبع مركز كنانة عدد من القرى أهمها: العصامي و هي عاصمة المركز ، مخشوش ، حلي قديم ، الكدوة ، الفريق و السلامة ، الصفة ، السبطة ، الشعب ، الغوانمة ، الخيع ، ساحل حلي ، الصلب ، البيضين ، الفاهمة ، بني يحيى ، كياد ، الفلحة ، العينة .
وحلي أرض شبه مستوية يخترقها وادي حلي الذي ينحدر من جبال السروات ويصب باتجاه الغرب ويتخللها عدد من الجبال والمرتفعات في الجهة الشرقية وحرات جنوب شرق كنانة وحوض خصيب في الجهة الغربية وهو يجمع بين سهول تهامة وجبال السروات شاسع المساحة كثير القرى يميزه واديه الذي يقسم حلي نصفين شمالي وجنوبي متعرض يأخذ مصابه من مرتفعات جبال عسير وهو دائم الجريان وتكتنفه المزارع من جانبيه .

## السكان
يبلغ عدد سكان المركز حسب آخر إحصائية 6390 نسمة، يتوزعون في عدد من البلدات والقرى المنتشرة على ضفتي وادي حلي الخصب.

## نبذة تاريخية عن مركز كنانة
كانت كنانة قديما مقر رؤساء بني حرام من قبيلة كنانة و باسم كنانة سمي المركز نسبة إلى قبيلة كنانة التي تسكن بكثافة عالية في محافظات الليث و القنفذة و نشأت بها قديما سلطنة آل يعقوب من بني حرام من قبيلة كنانة
وزارها الرحالة العربي ابن بطوطة ووصفها في كتابه المسمى (تحفة النظار في غرائب الأمصار) حيث قال: (( وبعد ستة أيام من خروجنا عن جزيرة سواكن وصلنا إلى مدينة حلي " وضبط اسمها بفتح الحاء المهمل وكسر اللام وتخفيفها "، وتعرف باسم ابن يعقوب وكان من سلاطين اليمن ساكناً بها قديماً وهي كبيرة حسنة العمارة، يسكنها طائفتان من العرب، وهم بنو حرام وبنو كنانة وجامع هذه المدينة من أحسن الجوامع، وفيه جماعة من الفقراء المنقطعين إلى العبادة منهم الشيخ الصالح العابد الزاهد قبولة الهندي، من كبار الصالحين لباسه مرقعة وقلنسوة لبد، وله خلوة متصلة بالمسجد، فرشها الرمل، لا حصير بها ولا بساط، ولم أر بها حين لقائي له شيئاً إلا إبريق الوضوء، وسفرة من خوص النخيل فيها كسر شعير يابسة، وصحيفة فيها ملح وسعتر فإذا جاءه أحد قدم بين يديه ذلك، ويسمع به أصحابه، فيأتي كل واحد منهم بما حضر من غير تكلف شيء وإذا صلوا العصر اجتمعوا للذكر بين يدي الشيخ إلى صلاة المغرب وإذا صلوا المغرب أخذ كل واحد منهم موقفه للتنفل، فلا يزالون كذلك إلى صلاة العشاء الآخرة، فإذا صلوا العشاء الآخرة أقاموا على الذكر إلى ثلث الليل ثم انصرفوا ويعودون في أول الثلث الثالث إلى المسجد فيتهجدون إلى الصبح، ثم يذكرون إلى أن تحين صلاة الإشراق، فينصرفون بعد صلاتها ومنهم من يقيم إلى أن يصلي صلاة الضحى بالمسجد وهذا دأبهم، أبداً، ولقد كنت أردت الإقامة معهم باقي عمري، ولم أوفق لذلك والله تعالى يتداركنا بلطفه وتوفيقه )) .
- كما تحدث ابن بطوطة عن سلطان حلي فقال: (( وسلطانها عامر بن ذؤيب من بنى كنانة، وهو من الفضلاء الأدباء الشعراء. صحبته من مكة إلى جدة، وكان قد حج في سنة ثلاثين. ولما قدمت مدينته أنزلني وأكرمني، وأقمت في ضيافته أياماً )) .

## سد وادي حلي
يقع سد وادي حلي في وادي حلي بمحافظة القنفذة بمنطقة مكة المكرمة غرب المملكة العربية السعودية، وهو من أضخم المشاريع التي نفذتها الحكومة السعودية لتأمين المياه وتنمية مصادرها.
ويعتبر هذا السد من أكبر السدود في المملكة العربية السعودية من حيث الحجم والطاقة التخزينية للمياه، حيث يصل ارتفاعه إلى 87 أمتار وتبلغ طاقته التخزينية 250 مليون متر مكعب كثاني أكبر السدود في المملكة. ويعتبر وادي حلي أحد أكبر الأودية بالجزيرة العربية حيث يزيد طوله عند موقع السد عن 145 كيلومتر، كما يتميز الوادي بارتفاع معدلات هطول الأمطار في منابعه وروافده.
ويعمل السد أيضاً على توفير مياه الشرب وازدهار وتنمية الزراعة بالمنطقة وماحولها نتيجة المردود الإيجابي من تغذية الطبقة الجوفية وزيادة المخزون المائي وتعويض المسحوب منها لا سيما أن المنطقة تتميز بتكويناتها الرسوبية الحاملة للمياه قليلة العمق ويعمل في الوقت نفسه على درء أخطار الفيضانات التي تهدد مدينة بيشة والبلدات والقرى والمناطق الزراعية على امتداد هذا الوادي.

## التعليم في كنانة
كان التعليم في كنانة مثله مثل بقية ارجاء المملكة العربية السعودية قائم على الكتاتيب وعلى شيوخ القبائل
ومن ثم تم إنشاء إدارة تعلم القنفذة حيث امتدت من العرضيات والخوبة شرقا وشملت الليث شمالا والبرك جنوبا
وكانت من أكبر وأقدم ادارات التعليم مما دفع بعجلة التعليم في حلي حيث يوجد بها الآن مايزيد على 35 مدرسة
للبنين والبنات بمجميع مراحلها .

## وصلات خارجية
- موقع إمارة منطقة مكة المكرمة